# Chlum (district de Benešov)
Pour les articles homonymes, voir Chlum.
Chlum est une commune du district de Benešov, dans la région de Bohême-Centrale, en République tchèque. Sa population s'élevait à 129 habitants en 2020.

## Géographie
Chlum se trouve à 8 km à l'est-sud-est de Vlašim, à 25 km à l'est-sud-est de Benešov et à 59 km au sud-est de Prague.
La commune est limitée par Trhový Štěpánov au nord, par Javorník à l'est et au sud-est, par Zdislavice au sud-ouest et par Rataje au nord-ouest.

## Histoire
La première mention écrite de la localité date de 1295.